# Boonie Bears
Boonie Bears (кит. упр. 熊出没; кит. трад. 熊出沒; пиньинь xióng chūmò) — китайский мультсериал, транслируемый на нескольких китайских платформах и телевизионных станциях, включая Central China Television (CCTV) и Beijing Television Network (BTV). В сериале рассказывается о двух гималайских медведях, Брайар и Брамбл, которые пытаются помешать Логгеру Вику уничтожить их лесной дом. Также показаны некоторые другие второстепенные персонажи (в основном животные), такие как сова, суслик и две обезьяны.
Франшиза Boonie Bears является визитной карточкой Fantawild Animation и, согласно еженедельнику Variety, крупнейшим анимационным брендом в Китае в течение многих лет. По состоянию на 2024 год анимационная студия Fantawild Animation разработала более 3000 продуктов, охватывающих широкий спектр категорий, таких как еда, напитки, одежда, учебные принадлежности и игрушки.

## Описание
Трансляция мультсериала Boonie Bears началась в 2012 году и закончилась в феврале 2024 года. Всего выпущено более 600 тринадцатиминутных эпизодов. Сериал спродюсирован студией Fantawild Holdings Inc.
Несмотря на то, что изначально франшиза Boonie Bears была создана в Китае, она была переведена на другие языки: английский, испанский, французский, русский, тамильский, малаяламский, бенгальский и хинди (под названием Babloo Dabloo на канале BIG Magic). В настоящее время сериал распространяется в 82 странах мира в партнёрстве с Netflix, Sony и Disney.

## Персонажи

### Виктор «Вик» фон Финкельштейн
Вик (ранее известный как Логгер Вик) (光头强; 光頭強; Guāngtóu Qiáng) — лесоруб, который часто натыкается на животных за свои проступки против леса. Он считается главным антагонистом в ранних сезонах, пока не искупил свою вину и в конечном итоге не стал одним из главных героев, начиная с 8 сезона «The Adventures». Он лыс, обычно носит каску или ушанку, чтобы скрыть лысину. Его часто можно увидеть одетым в куртку и джинсы, с бензопилой или охотничьим ружьём. Несмотря на своё угрожающее поведение, Вик часто остаётся решительным в свете угроз из леса, своего начальства и бедности, не желая вступать в конфликт с кем-либо, если это возможно, несмотря на то, что иногда стремится отомстить в качестве охотника. Позже Вик решил бросить лесозаготовки и стал гидом, чтобы сохранить лес вместе со своими друзьями-животными (озв. Тони Томпсон, Пол «Макс» Райнхарт, Брайан А. Буллок).

### Мистер Ли
Мистер Ли (李老板; Lǐ láobǎn) — невидимый беспощадный босс Логгера Вика. В первую очередь он известен тем, что угрожал Вику и вычитал его зарплату за предоставление каких-либо льгот (озв. Рик Джей Глен, Пол «Макс» Райнхарт).

### Бриар
Бриар (熊大; Xióngdà) — один из главных героев сериала, азиатский чёрный медведь (за исключением того, что цвет его меха не чёрный, а рыже-коричневый), старший брат Брамбла. Его интеллект и лидерские качества позволяют ему объединять других животных и сражаться с любым противником. Когда лесу ничего не угрожает, Бриар ведёт беззаботную жизнь со своим братом в их пещере, похожей на дерево (озв. Рик Джей Глен, Джин Э. Хоббс III, Киран Катари).

### Брамбл
Брамбл (熊二; Xióng'èr) — один из главных героев сериала, азиатский чёрный медведь (за исключением того, что цвет его меха не чёрный, а жёлто-коричневый), младший брат Бриара. Он с удовольствием ест разнообразную пищу, в частности, фрукты, рыбу и мёд (озв. Джастин Джей Уилер, Джозеф С. Ламберт).

### Уоррен
Уоррен (蹦蹦; Bèngbèng) — нервный рыжий бельчонок, друг медведей. Любит кедровые шишки и орехи. Ловкость Уоррена позволяет ему пробираться сквозь угрозы и вести шпионаж в пользу медведей. У него аллергия на закуски. Его также принимают за самку из-за его голоса (озв. Тони Томпсон, Шивон Ламсден).

### Герберт «Херб» Диггс
Герберт Диггс (萝卜头; 蘿蔔頭; Luóbotóu) — суслик, живущий в лесу. Он необычайно одержим редиской, морковью и репой, пытаясь обезопасить их со всех концов, когда предоставляется такая возможность. Его опыт в подземной навигации и раскопках даёт ему преимущество во многих противостояниях. Его голос в версии на мандаринском языке несколько высок (озв. Тони Томпсон, Джастин Джей Уилер, Джозеф С. Ламберт).

### Ху Ху
Ху Ху (涂涂; Tútu) — сипуха, живущая в лесу. Она очень забывчива и ленива, дремлет даже во время полёта. Крайне редко помогает героям и воздерживается от участия в их конфликтах. Чаще всего её принимают за мужчину из-за её голоса, который звучит как высокая версия голоса Рика Джея Глена (озв. Тони Томпсон, Рик Джей Глен, Шивон Ламсден).

### Король Тики
Тики (吉吉; Jíji) — высокомерный и жадный самец обезьяны. Он является самопровозглашённым правителем леса, который время от времени вступает в конфликт с другими животными и ставит под сомнение лидерство Бриара. Тики и его слуга Бабу изначально пришли из джунглей вместе с другими обезьянами, прежде чем их случайно отправили и перевезли в горный лес Соснового дерева (англ. Pine Tree Mountain Forest). Он очень любит фрукты, особенно бананы. Обычно у него ананасовая корона, изогнутая палка, содержащая свисающую сосновую шишку, и ожерелье из листьев (озв. Пол «Макс» Райнхарт).

### Бабу
Бабу (毛毛; Máomao) — маленькая золотая игрунка, верный напарник, слуга и лучший друг Тики (озв. Рик Джей Глен, Джин Э. Хоббс III).

### Фабиан
Фабиан (肥波; Féibō) — британский короткошёрстный кот, который стал домашним питомцем Вика, чтобы сбежать от своей кочевой жизни. Он часто манипулирует Виком и другими существами ради личной выгоды. Любит поесть всё, особенно рыбу. Официально Вик завёл Фабиана в эпизоде «I’m Feline Fine!» (озв. Тони Томпсон, Рик Джей Глен, Шивон Ламсден).

### Наташа
Наташа (翠花; Cuìhuā) — азиатская чёрная медведица (за исключением того, что цвет её меха не чёрный, а рыже-коричневый). Она живёт в городе и работает в цирке. И Бриар, и Брамбл влюблены в неё, хотя она воспринимает их как друзей. Однажды она тоже пришла в лес за медведями (озв. Тони Томпсон).

### Луи
Луи (老鳄; 老鱷; Lǎoè) — китайский аллигатор, который живёт в городе вместе со своими друзьями. Также работает в цирке. Он часто рассказывает истории своим друзьям по цирку и медведям, громко смеётся. Однажды он украл украшения матери Вика (озв. Джастин Джей Уилер).

### Шао Линь
Шао Линь (铁掌大师; 鐵掌大師; Tiězhǎng Dàshī) — южнокитайский тигр, который также работает в цирке и появляется только во 2 сезоне «Boonie Bears or Bust». Он живёт в пещере со своими друзьями в городе, знает боевые искусства и часто тренируется. Иногда он спасает медведей от Вика (озв. Рик Джей Глен).

### Шелдон
Шелдон (拖拖; Tuōtuō) — самец черепахи. Он также является рабочим в цирке и появляется только во 2 сезоне «Boonie Bears or Bust». У него есть большой железный шар, который ему очень нравится, обычно он носит кепку и ходит гораздо медленнее, чем другие персонажи (озв. Тони Томпсон).

### Карли
Карли (赵琳; Zhào Lín) — девочка-подросток, приехавшая из маленького городка. Иногда она принимает глупые решения. Ей нравятся лес и природа. В эпизодах на английском языке, где она впервые появилась, она пытается найти свою маленькую Китти, которая оказывается сибирским тигром. Она хочет, чтобы Логгер Вик (который на тот момент был гидом и, таким образом, был в союзе с существами) помог ей найти её сибирского тигра. Она была единственным женским персонажем, которому досталась главная роль. Также является главным героем собственного спин-оффа сериала под названием «Карли — искательница приключений» (озв. Карли Люн).

### Морис
Морис (大马猴; Dà mǎ hóu) — аферист и гангстер. Он и его напарник Арнольд имеют богатую криминальную историю, работая на многих криминальных авторитетов в качестве приспешников. Высокий и худой, он дорожит имиджем и всё время носит с собой расчёску. Также потакает своим желаниям, самовлюблён и эгоцентричен (озв. Тони Томпсон, Джастин Джей Уилер, Джин Э. Хоббс III).

### Арнольд
Арнольд (二狗; Ér gǒu) — преступник и напарник Мориса, которому он помогает в их поисках. Несмотря на то, что он пухлый и невысокий, его часто воспринимают скорее как раздражение, чем что-либо ещё, из-за его жестоких и безрассудных наклонностей (озв. Рик Джей Глен, Пол «Макс» Райнхарт и Джозеф С. Ламберт).

### Рекс Вектор
Рекс Вектор (天才威; tiān cái wei) — главный антагонист сериала, начиная с 9 сезона «The Adventurers 2». Он — признанный учёный, изобретатель и браконьер животных. Тем не менее, его босс Вольфганг в конечном итоге увольняет его, потому что он не может поймать животных из-за Бриара и Брамбла. В 10 сезоне «Monster Plan» он создаёт химерического робота-монстра вместе со специальной электроникой, напоминающей фрукты и ульи, чтобы собирать силы животных. А в 11 сезоне «Monster Plan 2» он намерен создать гораздо более мощную и улучшенную версию робота-монстра, чтобы победить в научном конкурсе. Чтобы достичь своих целей, он стремится найти различные разбросанные фрагменты энергетического камня по всему лесу.

### Мистер Пит
Мистер Пит (洞洞幺 dòng dòng yāo) — хомяк, животное-партнёр Рекса Вектора. Он очень предан Рексу Вектору. До встречи с Рексом Вектором он не мог ходить. Он очень старался, чтобы люди его покупали, но сотрудница зоомагазина боялась продавать клиенту хромого хомяка. Тем не менее, Рекс Вектор принёс его из зоомагазина и вылечил ему ногу, потому что он хотел получить научные награды. После того, как он получил награду «Самый заботливый» (англ. Most caring award), он позволил мистеру Питу стать его помощником по животным и работал на него.

## Тематические песни
- Часть 1: «Я немного запутался» (англ. I’m a Little Confused)
- Часть 2: «Универсальное приключение» (англ. Universal Adventure)
- Часть 3: «Я немного запутался» (англ. I’m a Little Confused)
- Часть 4: «Моя сладость» (англ. My Sweetness)
- Части 5, 6, 7: «Я немного запутался» (англ. I’m a Little Confused)
- Фильмы на китайский Новый год: «Я немного запутался» (англ. I’m a Little Confused) (2013)

## Сезоны
- 1 сезон: Boonie Bears (104 серии)[18][19]
- 2 сезон: Boonie Bears or Bust (104 серии)[20]
- 3 сезон: Boonie Bears: Forest Frenzy (104 серии)
- 4 сезон: Boonie Bears: Spring Into Action (52 серии)[21]
- 5 сезон: Boonie Bears: Snow Daze (52 серии)
- 6 сезон: Boonie Bears: Sunsational Summer (52 серии)
- 7 сезон: Boonie Bears: Autumn Awesomeness (52 серии)
- 8 сезон: Boonie Bears: The Adventurers (52 серии)
- 9 сезон: Boonie Bears: The Adventurers 2 (52 серии)
- 10 сезон: Boonie Bears: Monster Plan (52 серии)
- 11 сезон: Boonie Bears: Monster Plan 2 (52 серии)
- 12 сезон: Boonie Bears: Shrink (52 серии)

## Дублированные версии
- Bablu Dablu на канале Big Magic (хинди)
- Bablu Dablu на канале Discovery Kids (хинди, тамильский язык, телугу)
- Varuthapadatha Karadi Sangam на канале Chutti TV (тамильский язык)
- Kirik Karadigalu на канале Chintu TV (каннада)
- Bear Brothers на канале Kushi TV (телугу)
- Boonie Bears на канале Disney Channel (мандарин)
- Boonie Bears на канале Star Chinese Movies (мандарин)
- Boonie Bears на канале Star Chinese Channel (мандарин)
- Boonie Bears на канале RTV (бенгальский язык)[22]
- Bablu Dablu на канале Rongeen TV (бенгальский язык)
- Jungle Bears на канале Basma (арабский язык)
- Boonie Bears на канале StarTimes Kids (французский язык, португальский язык, суахили)
- Ayı Kardeşler на канале Show TV (турецкий язык)
- Forest Protector Bears (Khers Haye Mohafeze Jangal) на канале IRIB Pooya & Nahal (персидский язык)
- Медведи-соседи на канале «Карусель» (русский язык)
- Мишки-братишки на сайте YouTube[23]
- Boonie Bears на канале MNC TV (индонезийский язык)
- Boonie Bears на канале Rajawali Televisi (индонезийский язык)